# Illja Kvaša
Illja Olehovyč Kvaša (in ucraino Ілля Олегович Кваша?; Mykolaïv, 5 marzo 1988) è un ex tuffatore ucraino.

## Biografia
Ha iniziato a tuffarsi all'età di 8 anni. Dal 1998 è allenato da Tatiana Marianko.
Ha esordito a livello internazionale a soli 18 anni sfiorando il podio dal trampolino 1 m ai campionati europei di Budapest 2006 concludendo con il quarto posto alle spalle del finlandese Joona Puhakka, del russo Aleksandr Dobroskok e dell'italiano Cristopher Sacchin.
Nel 2007 ai campionati mondiali di Melbourne sempre dal trampolino 1 metro ha ottenuto il quinto posto confermandosi su altissimi livelli.
Nel 2008 ai campionati europei di Eindhoven ha vinto la medaglia d'oro tuffandosi dal trampolino a 1 metro e quella d'argento dai 3 metri.
Nel 2009 ha partecipato ai campionati europei di tuffi ha esordito vincendo la medaglia d'oro nel trampolino 1 metro. Ha dominato l'intera gara sia nel turno eliminatorio che in finale dove ha ottenuto il miglior punteggio in ognuna delle singole serie di tuffi.
Alle Olimpiadi di Pechino ha vinto la medaglia di bronzo nei tuffi sincronizzati dal trampolino 3 metri con il compagno di nazionale Oleksij Pryhorov. I due con 415,05 punti hanno chiuso alle spalle della coppia cinese composta da Wang Feng e Qin Kai e a soli 6,93 punti dai russi Dmitri Sautin e Jurij Kunakov.

## Palmarès
- Giochi olimpici

Pechino 2008: bronzo nel sincro 3 m.
- Mondiali

Barcellona 2013: argento nel trampolino 1 m.
Kazan 2015: argento nel trampolino 1 m.
Budapest 2017: bronzo nel sincro 3 m.
- Europei di nuoto/tuffi

Eindhoven 2008: oro nel trampolino 1 m e argento nel trampolino 3 m.
Torino 2009: oro nel trampolino 1 m e nel sincro 3 m, argento nel trampolino 3 m.
Budapest 2010: oro nel trampolino 1 m e nel sincro 3 m.
Torino 2011: argento nel trampolino 1 m.
Eindhoven 2012: oro nel trampolino 1 m e bronzo nel sincro 3 m.
Rostock 2013: oro nel trampolino 1 m.
Berlino 2014: bronzo nel trampolino 3 m e nel sincro 3 m.
Rostock 2015: argento nel sincro 3 m e bronzo nel team event.
Londra 2016: oro nel trampolino 1 m, bronzo nel trampolino 3 m e nel sincro 3 m.
Kiev 2017: oro nel trampolino 1 m, argento nel trampolino 3 m e nel sincro 3m.
- Europei giovanili

Edimburgo 2003: oro nel trampolino 1 m e nella piattaforma 10 m, bronzo nel trampolino 3 m.
Aquisgrana 2004: oro nel trampolino 1 m.
Elektrostal 2005: oro nel trampolino 3 m e argento nel sincro 3 m.
Palma di Maiorca 2006: oro nel trampolino 1 m e nel trampolino 3 m.

## Riconoscimenti
- LEN Award: 2010